# Telebazar
Telebazar byl zábavný pořad a talkshow televize Prima, který moderoval Zdeněk Izer. Celý pořad byl založený na skečích a promítání nejvtipnějších reklam z celého světa. V každém dílu Telebazaru se objevily dvě známé osobnosti jako hosté.
Byli to například Jitka Kocurová, Martin Faltýn, Nela Boudová, Otakar Brousek mladší, Jan Čenský, Richard Tesařík, Ladislav Gerendáš, Ota Jirák, Zdeněk Srstka, Pavel Kožíšek a další.